# Hell’s Angels (Roman)
Im Jahr 1966 veröffentlichte Hunter S. Thompson den Roman über den weltweit agierenden Motorradclub Hells Angels im Verlag Random House. Er war Thompsons erstes veröffentlichtes Buch und sein erster Versuch an einem nicht-fiktionalen Roman. 2004 erschien Hell’s Angels erstmals in deutscher Sprache bei Heyne.

## Inhalt
In einer Mischung aus Sachtext und Erzählung schreibt Thompson sowohl über die Kultur der Biker und ihre öffentliche Wahrnehmung bzw. die clubinterne Wahrnehmung der Öffentlichkeit, als auch über eigene Erfahrungen während der Zeit, in der er den Club begleitete.
Er führt Berichte aus Zeitungen und Zeitschriften an, um seine Aussagen zu untermauern. Dabei wechselt sich die passive Berichterstattung von Fakten mit Erzählungen aus aktiver Teilnahme ab, bzw. wird mit diesen verwischt. So nimmt Thompson zum Beispiel am Bass Lake Run teil und lässt zur Konterkarierung der Ereignisse Berichte von Zeitungen einfließen, die er kommentiert.
Er erzählt aber nicht nur von den Partys der Clubs, sondern auch von internen Angelegenheiten, wie den sogenannten Mamas oder von angeblichen Vergewaltigungen, an denen Mitglieder beteiligt gewesen sein sollen. Er berichtet sowohl aus den Momenten mit Angels als auch aus seiner journalistischen Perspektive, in der er Biker und die Berichterstattung in den großen US-amerikanischen Zeitungen kritisch betrachtet.
Der Epigraph des Buches ist die Ballade du concours de Blois von François Villon.

„In meinem Land bin ich an ferner Stelle,

Bin mächtig, aller Macht und Kraft doch bloß,

Gewinne stets, verliere immerdar,

Sag früh am Tag: ‚Gott geb euch gute Nacht!‘,

Gelagert rücklings, fürcht zu fallen ich.“

## Ursprung und Entstehung
Thompson schrieb für die The-Nation-Ausgabe vom 17. Mai 1965 den Artikel „The Motorcycle Gangs: Losers and Outsiders“. Daraufhin bekam er Buchangebote von einigen Verlegern, die an einer weiteren Recherche zu dem Thema interessiert waren. Das nächste Jahr verbrachte er zur Vorbereitung des Buches im nahen Umfeld der Hells Angels, im Besonderen verbrachte er Zeit mit den Ortsverbänden in San Bernardino und Oakland und mit dem Clubpräsidenten Sonny Barger.
Thompson hatte die Angels darüber aufgeklärt, dass er Journalist war. Er wurde durch Birney Jarvis, ein ehemaliges Mitglied und zu diesem Zeitpunkt Reporter für den San Francisco Chronicle, in ihre Reihen eingeführt. Durch diese Empfehlung war es ihm möglich, sehr nahe an den Club heranzukommen und lange Interviews mit seinem Tonbandgerät aufzunehmen. Mitglieder des Clubs lasen seine Entwürfe, um sicher zu sein, dass seine Aussagen richtig waren.
Die Beziehung zu den Hells Angels zerbrach, als einige Mitglieder Thompson brutal zusammenschlugen. An diesem Punkt beendete er die Zusammenarbeit. Später bemerkte er in Briefen, dass die Angels, die an der Prügelei beteiligt waren, nicht diejenigen gewesen seien, mit denen er sich während der Recherchen für sein Buch beschäftigt hatte.

## Wirkung und Kritik
Hell’s Angels war das Buch, das Thompson eine Karriere als Schriftsteller einbrachte. Bis zu diesem Zeitpunkt hatte er aber schon etliche Artikel für verschiedene Journale und Zeitungen veröffentlicht und war als Journalist anerkannt. Das Buch war seine erste Veröffentlichung für ein landesweites Publikum.
Kritiken des Buches waren im Großen und Ganzen sehr positiv, trotz einer recht schlechten Publicity-Tour verkaufte es sich recht gut. In einem New York Times Book Review steht zu dem Buch: „Ein tiefer Einblick in eine Welt, die die meisten von uns nie betreten werden.“
Besondere Kritik erfuhr Thompsons Schilderung der Gang-Vergewaltigungen durch die radikale Feministin Susan Brownmiller in ihrem Buch Gegen unseren Willen. Vergewaltigung und Männerherrschaft von 1975.